# Cóc tổ ong
Cóc tổ ong, còn gọi là Cóc Surinam, tên khoa học Pipa, là một chi của ếch nhái trong họ Cóc không lưỡi Pipidae, thuộc bộ Anura. Chi này có 7 loài và 14% bị đe dọa hoặc tuyệt chủng.
Cóc tổ ong là loài vật bản địa Nam Mỹ, chỉ sống ở dưới nước. Bề ngoài chúng giống như một chiếc lá, có hình gần như dẹt và có da lưng giống như tổ ong. Cóc tổ ong có kích thước gần đến 20 cm nhưng kích thước 10 – 13 cm thì điển hình hơn.
Cóc tổ ong có cách sinh sản đáng chú ý. Cóc tổ ong ở Nam Mỹ trên lưng có những lỗ nhỏ như những lỗ tổ ong. Khi đẻ trứng cóc cái phết lên lưng trứng đã được thụ tinh. Trứng sẽ lọt vào các lỗ tổ ong. Ở đây trứng phát triển thành nòng nọc

## Các loài
Chi này có các loài sau:
- Pipa arrabali Izecksohn, 1976
- Pipa aspera Müller, 1924
- Pipa carvalhoi (Miranda Ribeiro, 1937)
- Pipa myersi Trueb, 1984
- Pipa parva Ruthven & Gaige, 1923
- Pipa pipa (Linnaeus, 1758)
- Pipa snethlageae Müller, 1914
- Incertae sedis:
  - Pipa verrucosa Wiegmann, 1832